# Historia Uniwersytetu Śląskiego w Katowicach
Historia Uniwersytetu Śląskiego w Katowicach w datach.

## 1968–1977
| 1968 | - powstała Biblioteka Główna Uniwersytetu Śląskiego, a wraz z nią pięć bibliotek zakładowych - rozpoczęła działalność uniwersytecka oficyna wydawnicza – Dział Wydawnictw Uniwersytetu Śląskiego - odbyła się inauguracja pierwszego roku akademickiego. Studenci pobierali naukę na 9 kierunkach studiów stacjonarnych (filologia polska, psychologia, prawo, wychowanie techniczne, mechanika, elektrotechnika, matematyka, fizyka, chemia) oraz na 10 kierunkach studiów dla osób pracujących (historia, filologia polska, pedagogika, wychowanie techniczne, mechanika, elektrotechnika, matematyka, fizyka, prawo, Zawodowe Studium Administracyjne) |
| 1969 | - przekształceniu uległa dotychczasowa struktura uczelni, powstały Instytuty: – Filologii Polskiej, Pedagogiki i Psychologii, Historii, Nauk Społecznych (WH) – Matematyki, Fizyki, Chemii oraz Ośrodek Obliczeniowy (WMFiC) – Prawa Sądowego, Prawa Gospodarczego, Administracji i Zarządzania, Historii Państwa i Prawa (WPiA) – Wychowania Technicznego, Mechaniki, Elektrotechniki (WT) - powstały Podyplomowe Studium Administracji oraz Podyplomowe Studium Dziennikarskie - otwarto dwa nowe kierunki studiów stacjonarnych – biologii i historii - działalność rozpoczęło Studenckie Radio „Egida” |
| 1970 | - z inicjatywy grupy studentów powstał pierwszy w regionie studencki zespół folklorystyczny – Studencki Zespół Pieśni i Tańca „Katowice” - ustanowiono Wyższe Studium Nauczycielskie w Sosnowcu kształcące na kierunkach: matematyka, fizyka, fizyka z chemią, filologia rosyjska - Wydział Prawa i Administracji uruchomił Punkt Konsultacyjny w Bielsku-Białej |
| 1971 | - dotychczasowy Instytut Nauk Społecznych został przekształcony w jednostkę pozawydziałową. W jego skład weszło utworzone rok wcześniej Podyplomowe Studium Wychowania Obywatelskiego - otwarto Wyższe Studium Nauczycielskiego w Cieszynie jako filię Uniwersytetu Śląskiego w Katowicach - Wydział Wychowania Technicznego zmienił nazwę na Wydział Techniki i uruchomiono nowy kierunek – informację naukowo-techniczną - WSN w Sosnowcu otworzyło studia dla pracujących w zakresie matematyki i filologii rosyjskiej - utworzone zostało Podyplomowe Studium Pedagogiczne |
| 1972 | - na uczelni działało już 10 studenckich kół naukowych liczących około 160 osób - powstały dwie nowe biblioteki wydziałowe: Biblioteka Międzywydziałowego Studium Języków Obcych oraz Biblioteka Wydziału Techniki - w Wyższym Studium Nauczycielskim w Cieszynie nauczanie początkowe z wychowaniem muzycznym zostało zastąpione nowym kierunkiem – wychowaniem muzycznym - przeprowadzono 44 przewody doktorskie - otwarto Podyplomowe Studium Fizyki - Wydział Matematyki, Fizyki i Chemii przeniósł się do nowej siedziby, budynku przy ul. Bankowej 14. Instytut Fizyki otrzymał do użytku zespół dydaktyczny i warsztaty przy ul. Uniwersyteckiej |
| 1973 | - nawiązano współpracę pomiędzy Biblioteką Główną UŚ a Biblioteką Śląską w Katowicach - powstała Rada Dyskusyjnego Klubu Filmowego „U Kopernika” - powstały trzy nowe wydziały: Wydział Filologiczny, który do użytku otrzymał kompleks budynków w Sosnowcu, Wydział Nauk Społecznych – powstały z połączenia części Wydziału Humanistycznego i Międzywydziałowego Instytutu Nauk Społecznych oraz Wydział Biologii i Ochrony Środowiska przekształcony z Instytutu Biologii - zmieniła się struktura instytutowa uczelni, zmiany dotyczyły Wydziału Prawa i Administracji oraz Wydziału Techniki - otwarto Zakład Bibliotekoznawstwa na Wydziale Filologicznym - Filia UŚ w Cieszynie otrzymała profil uczelni bezwydziałowej - reorganizację przeszła struktura sieci bibliotecznej oraz Dział Wydawnictw |
| 1974 | - powstał nowy siódmy wydział Uniwersytetu – Wydział Nauk o Ziemi (w 1997 roku wydział uzyskał pełnię praw akademickich) - Wydział Matematyki, Fizyki i Chemii zyskał Instytut Fizyki i Chemii Metali, natomiast z Wydziału Nauk Społecznych wyodrębnione zostały dwa instytuty: Instytut Pedagogiki oraz Instytut Psychologii - otwarto Podyplomowe Studium Filologii Polskiej oraz Podyplomowe Studium Historii - z inicjatywy Uniwersytetu Marii Curie-Skłodowskiej w Lublinie Uniwersytet Śląski w Katowicach otrzymał medal „Nauka w Służbie Ludu”. Odznaczenia wręczono 6 marca 1975 roku |
| 1975 | - przy Instytucie Filologii Polskiej powstał Ośrodek Poradnictwa Językowego - otwarto Podyplomowe Studium Filologii Angielskiej - instytuty i wydziały otrzymały nowe siedziby: Instytut Zoologii – budynek przy ul. Bankowej 9; Instytut Filologii Polskiej w Sosnowcu – gmach przy ul. Bieruta 6 (obecnie ul. Kościelna); Instytut Filologii Obcych – obiekt poszkolny przy ul. Bando 12 (obecnie ul. Żytnia); Wydział Nauk o Ziemi – budynek przy ul. Szkolnej 4 w Sosnowcu; Wydział Techniki – część budynku przy ul. Partyzantów - Dział Wydawnictw został przekształcony w Wydawnictwo Uniwersytetu Śląskiego - uczelnia posiadała 28 zarejestrowanych studenckich kół naukowych - WSN w Sosnowcu zakończyło działalność |
| 1976 | - powstał ósmy wydział Uniwersytetu Śląskiego w Katowicach – Wydział Pedagogiki i Psychologii zlokalizowany przy ul. Tyszki 53 (obecnie ul. Grażyńskiego) w Katowicach - Wydział Prawa i Administracji uzyskał prawo nadawania stopnia naukowego doktora habilitowanego nauk prawnych - Filia UŚ w Cieszynie uruchomiła nowy kierunek studiów: pedagogika przedszkolna; na Wydziale Filologicznym utworzono nową specjalizację: serbo – chorwacka - Instytut Filozofii i Socjologii (Wydziału Nauk Społecznych) został podzielony na dwie odrębne jednostki organizacyjne: Instytut Socjologii oraz Instytut Filozofii - Wydział Matematyki Fizyki i Chemii uzyskał prawo nadawania stopnia naukowego doktora habilitowanego nauk matematycznych - dotychczasowy Ośrodek Obliczeniowy został przekształcony w Centrum Techniki Obliczeniowej, odtąd też został jednostką międzywydziałową - Studencki Zespół Pieśni i Tańca „Katowice” zdobył III nagrodę na Ogólnopolskim Festiwalu Studenckich Zespołów Pieśni i Tańca |
| 1977 | - Instytut Wychowania Technicznego został przemianowany na Instytut Problemów Techniki, a Instytut Filologii Polskiej został rozdzielony na dwa nowe Instytuty: Literatury i Kultury Polskiej oraz Języka Polskiego. - na Spitsbergen wyruszyła trzymiesięczna ekspedycja naukowa, w skład której weszli studenci UŚ. Celem wyprawy było prowadzenie badań biologicznych, astronawigacyjnych i meteorologicznych u podnóża lodowca Antonio - Wydział Biologii i Ochrony Środowiska uzyskał prawo nadawania stopnia naukowego doktora habilitowanego - dziesięć lat istnienia Uczelni to: około 12 000 absolwentów, prawie 16 000 osób rozpoczynających naukę (zarówno w trybie dziennym, jak i na studiach dla pracujących), w sumie przeprowadzono 304 przewody doktorskie i 11 przewodów habilitacyjnych |

## 1978–1987
| 1978 | - Studium Praktycznej Nauki Języków Obcych zostało przekształcone w jednostkę międzywydziałową; na Wydziale Filologicznym utworzony został Instytut Filologii Romańskiej; dotychczasowy Instytut Filologii Obcych przyjął nazwę Instytutu Filologii Angielskiej i Językoznawstwa Ogólnego; powstało Muzeum Uniwersytetu Śląskiego; działalność rozpoczął Wydział Radia i Telewizji - Wydział Pedagogiki i Psychologii uzyskał prawo nadawania stopnia naukowego doktora nauk humanistycznych - obchodzono pierwsze „Dni Uniwersytetu Śląskiego” - wyruszyła druga wyprawa pracowników naukowych i studentów Uniwersytetu Śląskiego w Katowicach na Spitsbergen |
| 1979 | - na Wydziale Biologii i Ochrony Środowiska powstały trzy nowe instytuty: Instytut Botaniki i Zoologii, Instytut Ekologii i Rejonów Wielkoprzemysłowych oraz Instytut Fizjologii i Cytologii. Nowe siedziby otrzymały: Wydział Nauk Społecznych (gmach przy ul. Bankowej 11), Wydział Radia i Telewizji (budynek przy ul. Buczka 1b, obecnie ul. Bytkowska 1b), Studium Praktycznej Nauki Języków Obcych (budynek przy ul. Szkolnej), Wydział Pedagogiki i Psychologii (m.in. część budynku przy ul. Zawadzkiego, obecnie ul. Sokolska) - prawo nadawania doktora habilitowanego nauk humanistycznych w zakresie socjologii uzyskał Wydział Nauk Społecznych - Studencki Zespół Pieśni i Tańca „Katowice” zdobył I nagrodę na Międzynarodowym Festiwalu Folklorystycznym w Efezie (Turcja); odbył się I Międzynarodowy Festiwal Studenckich Zespołów Folklorystycznych Sosnowiec’79 - na Spitsbergen wyruszyła trzecia wyprawa naukowo-badawcza - pierwszy numer czasopisma „Studenckim piórem”, pismo ukazywało się przez ok. dwa lata                      |
| 1980 | - do życia powołana została niezależna Wszechnica Górnośląska; Muzeum Uniwersytetu Śląskiego zostało włączone w strukturę Biblioteki Głównej - kolejne wydziały przechodziły reorganizacje: dotychczasowy Instytut Geologii i Surowców Mineralnych Górnego Śląska Wydziału Nauk o Ziemi został podzielony na dwa instytuty; w miejsce instytutów powstają katedry: na Wydziale Biologii i Ochrony Środowiska (w liczbie 13) oraz na Wydziale Prawa i Administracji (w liczbie 19) - Wydział Filologiczny uzyskał prawo nadawania stopnia naukowego doktora habilitowanego nauk humanistycznych - ukonstytuowało się koło NSZZ „Solidarność”, powołany został Tymczasowy Uczelniany Komitet Koordynacyjny związku. - powstały: Trybuny Studenckie oraz Niezależne Zrzeszenie Studentów. W Sosnowcu działalność rozpoczęło Studenckie Centrum Kultury „Zameczek–Remedium”, a w jego ramach klub studencki „Remedium” - w listopadzie miał miejsce dwudniowy strajk okupacyjny studentów (dom studencki cieszyńskiej Filii Uniwersytetu Śląskiego w Katowicach) |
| 1981 | - na Wydziale Nauk Społecznych powstał Międzyinstytutowy Zakład Nauk Ekonomicznych. Wydział Pedagogiczno-Artystyczny oraz Wydział Pedagogiki i Psychologii przeszły reorganizację: Instytut Wychowania Muzycznego i Plastycznego został podzielony na dwa instytuty, w miejsce Instytutu Pedagogiki Wydziału Pedagogiki i Psychologii powstało pięć katedr - w odpowiedzi na sposób rozwiązania przez władze PRL prowokacji bydgoskiej miał miejsce strajk ostrzegawczy. W listopadzie przez Uniwersytet przeszła fala protestów studenckich. Powodem była sytuacja w Wyższej Szkole Inżynieryjnej w Radomiu oraz spór o kształt ustawy o szkolnictwie wyższym. Strajk okupacyjny studentów został zawieszony 11 grudnia - 13 grudnia został wprowadzony stan wojenny w PRL. Do momentu jego zakończenia internowano i zatrzymano w sumie około 90 pracowników i studentów uczelni |
| 1982 | - 15-lecie istnienia uniwersytet rozpoczynał, licząc 11 500 studentów, w tym 7500 osób na studiach dziennych - Wydział Nauk o Ziemi otrzymał nową siedzibę, 18-piętrowy budynek w Sosnowcu przy ul. Będzińskiej (najwyższy w mieście). Instytut Fizyki i Chemii Metali zostaje włączony w strukturę organizacyjną Wydziału Techniki. Reorganizację przechodziła także Filia w Cieszynie: miejsce niektórych instytutów i zakładów zajęły katedry - aresztowaniem skończyła się demonstracja pracowników i studentów przed budynkiem rektoratu. Manifestacja była wyrazem sprzeciwu wobec wprowadzenia stanu wojennego |
| 1983 | - działalność rozpoczął „Uniwersytet Trzeciego Wieku”. Filia UŚ w Cieszynie przechodziła kolejną reorganizację, powstały instytuty kierunkowe. Wydział Nauk o Ziemi uzyskał strukturę katedrową - Filia UŚ w Cieszynie otwierała nowy kierunek studiów – nauczanie początkowe - senat uczelni przyjął Statut Uniwersytetu Śląskiego w Katowicach oraz „Program rozwoju uczelni” |
| 1984 | - w ramach Filii w Cieszynie powstała Pracownia Muzykoterapii, nowa jednostka międzywydziałowa. Wydział Pedagogiki i Psychologii zyskał pięć katedr - na pięciu kierunkach wprowadzono tzw. semestr zerowy - wprowadzono jednolity semestralny system zaliczeń |
| 1985 | - tytuł doktora honoris causa Uniwersytetu Śląskiego w Katowicach nadano prof. dr hab. Rudolfowi Ranaszkowi oraz prof. dr hab. Janowi Szczepańskiemu - Zakład Dziennikarstwa Instytutu Nauk Politycznych organizował Międzynarodową Konferencję o Prasie i Dziennikarstwie Lokalnym. W zjeździe uczestniczyli reprezentanci 12 krajów |
| 1986 | - zatwierdzony został nowy Statut Uniwersytetu Śląskiego w Katowicach - Wydział Pedagogiki i Psychologii obchodził 10-lecie istnienia. Mury wydziału opuściło do tego czasu 3697 absolwentów oraz 47 doktorów nauk humanistycznych - w Instytucie Socjologii zorganizowana została Międzynarodowa Konferencja Okrągłego Stołu. Przedmiotem obrad są metody jakościowe w socjologii |
| 1987 | - Wydział Techniki uzyskał prawo nadawania stopnia naukowego doktora nauk technicznych - Wydział Nauk Społecznych otworzył nowy kierunek – studia filozoficzne - Uczelnia współpracowała z 20 zagranicznymi ośrodkami naukowo-dydaktycznymi |

## Od 1987
- 1 sierpnia 1991 po raz pierwszy w Cieszynie została zorganizowana Letnia Szkoła Języka, Literatury i Kultury Polskiej
- 1 października 1992 ukazał się pierwszy numer „Gazety Uniwersyteckiej”
- 7 listopada 2000 Senat Uniwersytetu Śląskiego w Katowicach podjął uchwałę o powołaniu Wydziału Teologicznego
- 5 grudnia 2000 Wydział Radia i Telewizji otrzymał imię Krzysztofa Kieślowskiego
- 15 stycznia 2003 ukazał się pierwszy numer Magazynu Studentów Uniwersytetu Śląskiego „SUPLEMENT”
- 20 lipca 2006 w rektoracie Uniwersytetu Śląskiego została zainaugurowana działalność Śląskiej Biblioteki Cyfrowej – wspólnego przedsięwzięcia Biblioteki Śląskiej w Katowicach i Biblioteki Uniwersytetu Śląskiego w Katowicach, umożliwiającego dostęp do cennych publikacji z domowego komputera
- 7 grudnia 2009 ogłoszono wyniki konkursu na projekt USiołka – maskotki Uniwersytetu Śląskiego w Katowicach
- 12 października 2012 odbyło się uroczyste otwarcie Centrum Informacji Naukowej i Biblioteki Akademickiej – wspólnej biblioteki Uniwersytetu Śląskiego w Katowicach i Uniwersytetu Ekonomicznego w Katowicach
- 8 czerwca 2018 Uniwersytet Śląski w Katowicach obchodził 50-lecie istnienia